# أكي نيلسون (راكب الكنو)
أكي نيلسون (بالسويدية: Åke Nilsson)‏ هو راكب الكنو سويدي، ولد في 12 ديسمبر 1937 في نيشوبينغ في السويد، وتوفي بنفس المكان في 31 أكتوبر 2005.

## وصلات خارجية
- أكي نيلسون على موقع أوليمبيديا (الإنجليزية)
- أكي نيلسون على موقع اللجنة الأولمبية السويدية (السويدية)